# 名古屋工业大学短期大学部
名古屋工业大学短期大学部（日语：／ Nagoya Kōgyō Daigaku  Tanki Daigakubu *）是过去一所位于日本爱知县名古屋市昭和区的国立短期大学。

## 概要

### 简介
- 学校最早可以追溯到1905年[1]。短期大学为于1951年开办[1]、由名古屋工业大学经营、招生到1958年[2]、停办于1961年[3]。

### 历史
- 1951年 名古屋工业大学短期大学部成立并同时设置土木科和电気科[3]。
- 1954年 机械科成立[3]。
- 1957年 工业化学科成立[3]。
- 1958年 招生最后[2]。
- 1961年 今年3月31日停办[3]。

## 学校环境
- 校区：在了爱知县名古屋市昭和区

## 历任校长
- 清水勤二：第一代短期大学校长
- 佐藤知雄：最后短期大学校长[4]。

## 组织

### 学科
- 土木科
- 电気科
- 机械科
- 工业化学科

### 专科
- 没有

### 业余课程
- 没有

## 相关链接
- 日本短期大学列表
- 名古屋工业大学